# بهرام‌آباد (کرمانشاه)
بهرام‌آباد (به کردی: بارام ئاوا)، روستایی از توابع بخش بیلوار شهرستان کرمانشاه در استان کرمانشاه ایران است.

## جمعیت
این روستا در دهستان رازآور قرار دارد و بر پایه سرشماری مرکز آمار ایران در سال ۱۳۸۵، جمعیت آن ۳۰۷ نفر (۷۳خانوار) بوده‌است.